# Debarieren
Als Debarieren bezeichnet man das Ausbessern von farblichen Abweichungen an Textilfertigware in Handarbeit. Dabei werden Farblösungen aufgesprüht und die Farbabweichungen ausgeglichen.
Dabei handelt es sich zum Teil um arbeitstechnisch aufwändige Reparaturverfahren. Diese dienen dem Zweck Ware II. Wahl auf den Status der I. Wahl zu heben oder aus unverkäuflicher Ware zumindest II. Wahl zu machen.
Debariert werden können Meterwaren mit Farbabläufen, hier teilweise mit Maschinenunterstützung. Wesentlich häufiger werden jedoch Zuschnitteile oder bereits fertige, konfektionierte Teile bzw. Waren bearbeitet. Dabei werden die Teile von Hand mit Farbstofflösungen bearbeitet. Pigmentfarbstoffdispersionen werden örtlich aufgetragen, getrocknet und thermisch fixiert. Die Effekte sind wasch- und reinigungsbeständig.